# Кингстън (Норфолк)
Вижте пояснителната страница за други значения на Кингстън.
Кингстън (на английски: Kingston) е главният град на австралийското владение Норфолк.
Селището е основано като затвор на 6 март 1788 от лейтенант Филип Гидли Кинг и още около 20 заселника - само 2 месеца след основаването на колонията в Нов Южен Уелс.
Кингстън (Ямайка)